# Fluido pré-ejaculatório

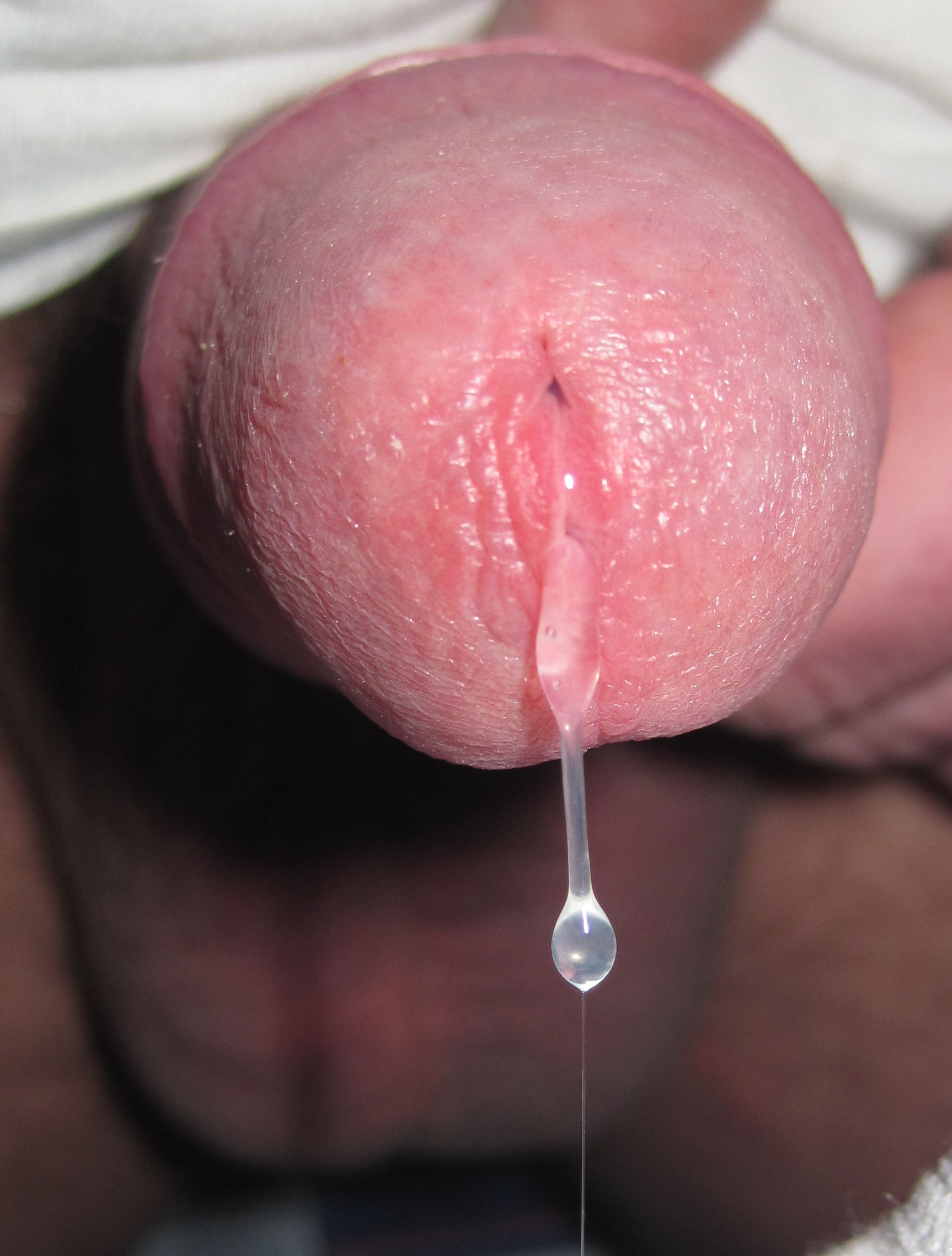
Fluido pré-ejaculatório

O fluido pré-ejaculatório (também conhecido como fluido de Cowper) é um fluido transparente, incolor e viscoso que é produzido pelas glândulas anexas do aparelho reprodutivo e sai pela uretra do pênis de uma pessoa que está sexualmente estimulada (imagem). O fluido geralmente é secretado pelas glândulas de Cowper durante a estimulação sexual, masturbação ou relação sexual, um pouco antes do indivíduo atingir completamente o orgasmo e do sêmen ser ejaculado.

## Função
O fluido pré-ejaculatório prepara a uretra para a passagem do sêmen ao neutralizar a acidez causada pela urina remanescente na uretra. Ele também lubrifica o pênis e o prepúcio para que a movimentação se intensifique no interior da vagina. A quantidade de fluido que um pênis pode liberar varia amplamente entre os indivíduos e o ponto de excitação de cada um.

## Componentes
Não tem havido estudos de larga escala sobre a existência de esperma no fluido pré-ejaculatório, mas estudos de pequena escala sugerem que seja ineficaz para causar uma gravidez, entretanto, os mesmos estudos mostraram a presença de HIV, o vírus responsável pela AIDS. Outros vírus e bactérias causadores de doenças sexualmente transmissíveis também podem estar presentes nesse fluido, como os agentes causadores de herpes, gonorreia, sifilis e cancro mole.
Talvez a ineficácia seja responsável pela baixa taxa de gravidez (em torno de 4% ao ano) entre casais que praticam perfeitamente o coito interrompido.